# غانتوك
غانتوك (بالإنجليزية: Gangtok)‏ هي أكبر مدن وعاصمة ولاية سيكيم الهندية. كما أنها مقر مقاطعة شرق سيكيم. تقع جانجتوك في سلسلة جبال الهيملايا الشرقية، على ارتفاع 1650 متر (5410 قدم). يسكن المدينة 100,000 ينتمون إلى أعراق مختلفة مثل الغوركا واللبشا وبوذيا. تعتبر غانتوك مركز سياحة سيكيم نظرا للموقع المتميز في قمم جبال الهيمالايا والمناخ المعتدل مدار السنة مناخ معتدل.
في عام 1840: ارتفعت منزلة غانتوك إلى الصدارة الشعبية بعد بناء دير إنشي البوذي في المدينة. وفي عام 1894 نقل حاكم ولاية سيكيم (ثوتوب نامجيال) العاصمة إلى غانتوك لتصبح في أوائل القرن العشرين معبر تجاري مهم بين لاسا في التبت ومدن مهمة مثل كلكتا في الهند البريطانية.
بعد حصول الهند على استقلالها من بريطانيا عام 1947، اختارت مقاطعة سيكيم أن تبقي النظام الملكي المستقل، وبقيت غانتوك عاصمة لها. وفي عام 1975 بعد اندماج سيكيم مع الهند، اصبت غانتوك من بين عواصم الهند ال22.
والمعنى الدقيق لاسم «غانتوك» غير واضح، على الرغم من أن المعنى الأكثر شعبية هو «أعلى التلة».
 تعتبر غانتوك اليوم مركز الثقافة البوذية التبتية والتعلم، مع وجود العديد من الأديرة والمؤسسات التعليمية الدينية، ومراكز للعلوم التبتية.

## تاريخ المدينة
مثل بقية مدن السيكيم، لا يعرف الكثير عن التاريخ المبكر لغانتوك. ويعود تاريخ أقدم السجلات إلى بناء دير غانتوك المحكم في 1716. بقيت غانتوك قرية صغيرة حتى بناء دير إنشي في عام 1840 حيث جعل منها الدير مركزا لحج البوذة. ثم أصبحت عاصمة لما تبقى من سيكيم بعد الغزو الإنجليزي في منتصف القرن 19 ردا على أزمة الرهائن. ثم أصبحت تقاطع تجاري رئيسي بين التبت والهند البريطانية في نهاية القرن ال19.
مما ادئ إلى ازدهار المدينة وقد بنيت معظم الطرق والتلغراف في المنطقة خلال هذا الوقت.
في عام 1894: قام الملك ثوتوب نامجيال الذي كان يحكم سيكيم تحت الحكم البريطاني بتحويل العاصمة من تملونك إلى غانتوك، وازدادت أهمية المدينة حيث بني القصر الكبير والجديد جنبا إلى جنب مع المباني الحكومية الأخرى في العاصمة الجديدة. وبعد استقلال الهند في عام 1947، أصبحت سيكيم دولة قومية مع عاصمتها غانتوك. حيث وقع ملك سيكيم اتقاقية مع رئيس الوزراء الهندي جواهر لال نهرو تنص بأن تبقى مقاطعة سيكيم تدار محليا وتحافظ على استقلالها بشرط ان يسيطر الهنود على الشؤون الخارجية نيابة عن سيكيم. وواصلت التجارة بين الهند والتبت لتزدهر من خلال ناتولا وجيليب لا، عن طريق الحرير القديم بالقرب غانتوك. في عام 2006 تم افتتاح ممر ناتولا للتجارة المحدودة مما أثار الآمال في الانتعاش الاقتصادي.

في عام 1975، بعد سنوات من عدم الاستقرار السياسي والصراع، بما في ذلك أعمال الشغب، وألغي النظام الملكي وأصبح سيكيم الدولة الثانية والعشرين في الهند، وبقيت غانتوك عاصمة لها بعد الاستفتاء. شهدت غانتوك أنهيارات أرضية، مما أدى إلى خسائر كبيرة في الأرواح والممتلكات. ووقعت أكبر كارثة في يونيو 1997، عندما قتل 38 قتلوا ودمرت المئات من المباني.

## الطبيعة الجغرافية للمدينة

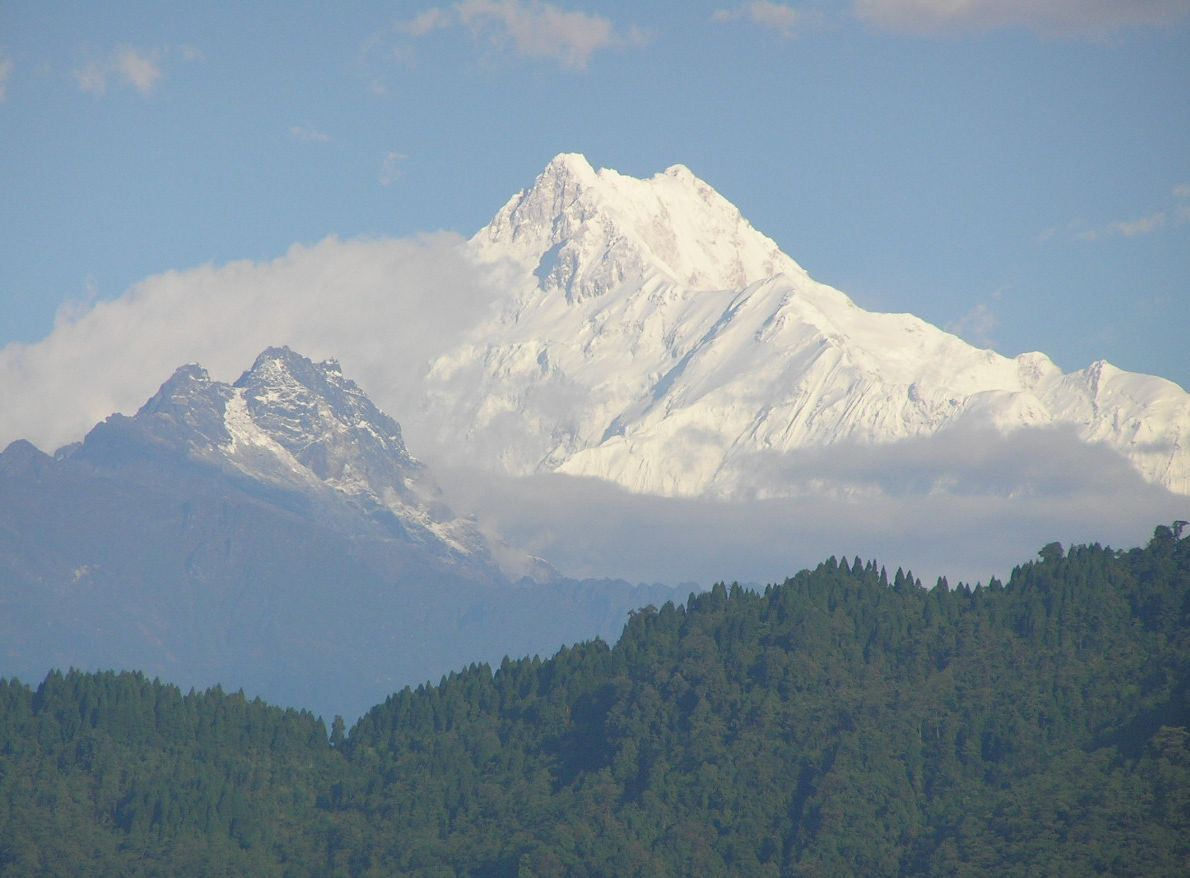
قمة كانغشينجونغا وهي ثالث أعلى قمة جبل في العالم

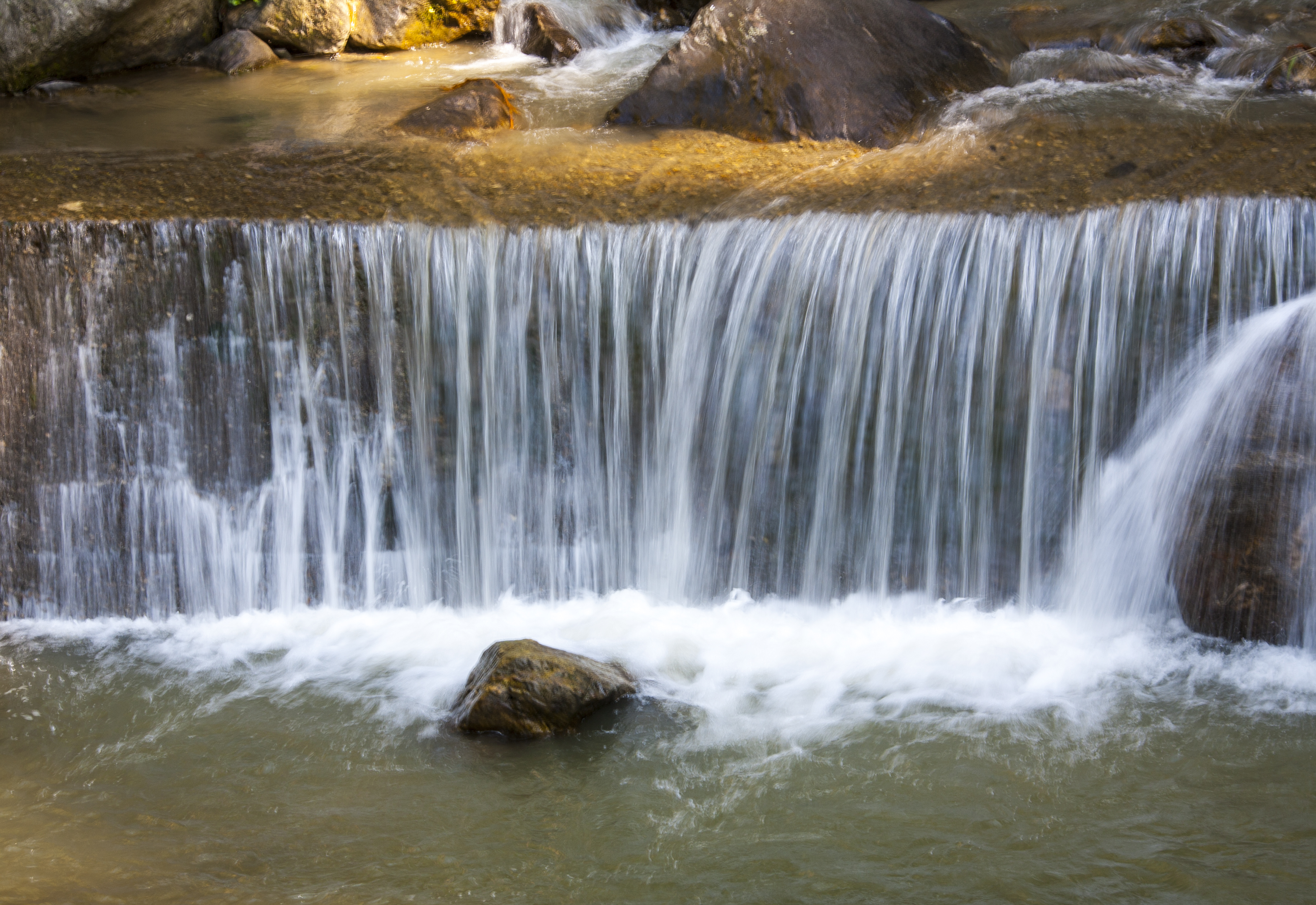
شلالات بان جاكيري- غانتوك

تقع غانتوك في. (أحداثيات مكتب البريد الرئيسي في غانتوك)  في قمة جبال الهيمالايا على ارتفاع أقل من 1650 متر (5410 قدم). وتقع البلدة على جانب واحد من تلة بالقرب من بلدة «ريدج» 
. يقع قصر الملك على ارتفاع حوالي 1800 متر (5900 قدم). ويحيط بالمدينة من جهة الشرق والغرب نهرين هما رورو تشو ورانيخولا، على التوالي. هذه النهرين تقسم الأجزاء الشرقية والغربية. وتتدفق جنوبا إلى نهر رانيخولا الرئيسية قبل أن تنضما إلى نهر تيستا في سينكتام  معظم الطرق شديدة الانحدار مع مباني قديمة بنيت على أرض منحدرة.
معظم مناطق سيكيم، بما في ذلك غانتوك، تتميز بالصخور الما قبل الكمبري والتي تحتوي على التورق والشيست والفيليت. ونتيجة لتركيبة هذه الصخورك: تكون المنحدرات بالتالي عرضة للانهيارات المتكررة. وقد ساهم الجريان السطحي للمياه من قبل التيارات الطبيعية والمصارف الصحية التي هي من صنع الإنسان في زيادة خطر الانهيارات الأرضية. ووفقا لمكتب المعايير الهندي، فان البلدة تقع تحت منطقة -IV الزلزالي (على مقياس من الأول إلى الخامس، وذلك لزيادة النشاط الزلزالي)، بالقرب من الحدود المتقاربة من الصفائح التكتونية الهندية والأوراسية وتخضع لكثرة الزلازل. والتي تقع التلال ضمن قمم الهيمالايا المغطاة بالثلوج.
جبل كانغشينجونغا (8598 م أو 28208 قدم) (ثالث أعلى قمة في العالم) يمكن مشاهدنها من الجانب الغربي للمدينة.
وجود المنحدرات الشديدة وكثرة التعرض للأنهيارات الأرضية والغطاء الحجري الكبير وصعوبة الوصول إلى معظم المناطق كان العائق الرئيسي أمام النمو الطبيعي والمتوازن للمدينة.
هناك مناطق الغابات كثيفة حول غانتوك، ويتألف من المعتدلة والغابات المتساقطة من الحور والبتولا والبلوط والدردار وكذلك الدائمة الخضرة والأشجار الصنوبرية في منطقة جبال الألب الرطب. بساتين الفاكهة شائعة، وظهرت أنواع نادرة من بساتين الفاكهة في معارض الزهور في المدينة. الخيزران أيضا متوفر بكثرة. يتغير الغطاء النباتي تدريجيا في الممرات السفلية للمدينة من جبال الألب إلى نفضي المعتدلة والشبه الاستوائية. الزهور مثل دوار الشمس ومخملية والبونسيتة وغيرها دائما موجودة بين الممرات والأزقة وخاصة في شهري نوفمبر وديسمبر.

## المناخ
| البيانات المناخية لـGangtok                          | البيانات المناخية لـGangtok | البيانات المناخية لـGangtok | البيانات المناخية لـGangtok | البيانات المناخية لـGangtok | البيانات المناخية لـGangtok | البيانات المناخية لـGangtok | البيانات المناخية لـGangtok | البيانات المناخية لـGangtok | البيانات المناخية لـGangtok | البيانات المناخية لـGangtok | البيانات المناخية لـGangtok | البيانات المناخية لـGangtok | البيانات المناخية لـGangtok |
| الشهر                                                | يناير                       | فبراير                      | مارس                        | أبريل                       | مايو                        | يونيو                       | يوليو                       | أغسطس                       | سبتمبر                      | أكتوبر                      | نوفمبر                      | ديسمبر                      | المعدل السنوي               |
| ---------------------------------------------------- | --------------------------- | --------------------------- | --------------------------- | --------------------------- | --------------------------- | --------------------------- | --------------------------- | --------------------------- | --------------------------- | --------------------------- | --------------------------- | --------------------------- | --------------------------- |
| الدرجة القصوى °م (°ف)                                | 19.9 (67.8)                 | 22.0 (71.6)                 | 27.6 (81.7)                 | 27.3 (81.1)                 | 28.5 (83.3)                 | 28.4 (83.1)                 | 28.4 (83.1)                 | 29.9 (85.8)                 | 28.5 (83.3)                 | 27.2 (81.0)                 | 25.5 (77.9)                 | 24.0 (75.2)                 | 29.9 (85.8)                 |
| متوسط درجة الحرارة الكبرى °م (°ف)                    | 12.3 (54.1)                 | 13.7 (56.7)                 | 18.3 (64.9)                 | 20.9 (69.6)                 | 21.6 (70.9)                 | 22.2 (72.0)                 | 22.0 (71.6)                 | 22.4 (72.3)                 | 21.6 (70.9)                 | 20.7 (69.3)                 | 17.6 (63.7)                 | 14.1 (57.4)                 | 19.0 (66.2)                 |
| متوسط درجة الحرارة الصغرى °م (°ف)                    | 4.0 (39.2)                  | 5.2 (41.4)                  | 8.7 (47.7)                  | 11.3 (52.3)                 | 13.4 (56.1)                 | 15.9 (60.6)                 | 16.5 (61.7)                 | 16.4 (61.5)                 | 15.3 (59.5)                 | 12.1 (53.8)                 | 8.5 (47.3)                  | 5.4 (41.7)                  | 11.1 (52.0)                 |
| أدنى درجة حرارة °م (°ف)                              | −2.2 (28.0)                 | −1.1 (30.0)                 | 1.4 (34.5)                  | 2.9 (37.2)                  | 6.6 (43.9)                  | 10.0 (50.0)                 | 11.3 (52.3)                 | 10.8 (51.4)                 | 7.7 (45.9)                  | 4.3 (39.7)                  | 2.4 (36.3)                  | −1.7 (28.9)                 | −2.2 (28.0)                 |
| الهطول مم (إنش)                                      | 30.9 (1.22)                 | 79.1 (3.11)                 | 116.0 (4.57)                | 289.2 (11.39)               | 552.6 (21.76)               | 603.1 (23.74)               | 649.6 (25.57)               | 574.0 (22.60)               | 487.7 (19.20)               | 181.1 (7.13)                | 40.0 (1.57)                 | 22.7 (0.89)                 | 3٬626 (142.75)              |
| المصدر #1: Meteorological Center, Gangtok            |                             |                             |                             |                             |                             |                             |                             |                             |                             |                             |                             |                             |                             |
| المصدر #2: India Meteorological Department (records) |                             |                             |                             |                             |                             |                             |                             |                             |                             |                             |                             |                             |                             |

تتميز غانتوك بمناخ المرتفعات الشبه مداري مع رياح موسمية (حسب تصنيف كوبن للمناخ: CWB). بسبب ارتفاع الدينة وكثرة الأشخار والرياح الموسمية ك تتميز غانتوك بدراجات حرارة ومناخ معتدل طيلة أيام السنة. مثل معظم المدن الواقعة في جبال الهيمالايا، غانتوك لها خمسة مواسم: الصيف وموسم الرياح الموسمية، والخريف والشتاء والربيع. وتتراوح درجات الحرارة القصوى من 22 درجة مئوية (72 درجة فهرنهايت) في الصيف إلى أدنى حد متوسط من 4 درجات مئوية (39 درجة فهرنهايت) في فصل الشتاء. يبدأ فصل الصيف من أواخر أبريل حتى يونيو ونادرا ما تصل درجات الحرارة فيها إلى أعلى من 25 درجة مئوية (77 درجة فهرنهايت). يتميز موسم الرياح الموسمية الذي يمتد من يونيو إلى سبتمبر بالكثير من الأمطار الغزيرة المكثيفة التي تسبب أنهيارات أرضية وتقطع احيانا غانتوك عن بقية أنحاء البلاد. يبدأ هطول الأمطار في القمم في موسم الرياح الموسمية في شهر مايو وتسجل في يوليو أعلى متوسط شهري 649.6 ملم (25.6 إنج).
متوسط درجات الحرارة في شتاء تترواح بين 4 درجات مئوية (39 درجة فهرنهايت) و 7 درجة مئوية (45 درجة فهرنهايت). تساقط الثلوج أمر نادر الحدوث، حيث شهدت غانتوك في الآونة الأخيرة الثلوج فقط في عام 1990 و 2004 و 2005 ويناير 2011. درجات الحرارة دون الصفر أيضا نادرة. خلال هذا الموسم يمكن أن يكون الطقس غير مستقر، ويتغير بشكل مفاجئ من الشمس الساطعة والسماء الصافية إلى هطول امطار غزيرة في غضون بضع ساعات. خلال فصلي الربيع والخريف يكون الطقس مشمس ومعتدل عموما.في متوسط درجة الحرارة شتاء بين 4 درجات مئوية (39 درجة فهرنهايت) و 7 درجة مئوية (45 درجة فهرنهايت). تساقط الثلوج أمر نادر الحدوث، وتلقت جانجتوك في الآونة الأخيرة الثلوج فقط في عام 1990 و 2004 و 2005 ويناير 2011. درجات الحرارة دون الصفر هي أيضا نادرة. خلال هذا الموسم يمكن أن يكون الطقس غير مستقر، ويتغير بشكل مفاجئ من الشمس الساطعة والسماء واضحة لهطول امطار غزيرة في غضون بضع ساعات. خلال فصلي الربيع والخريف يكون الطقس مشمس ومعتدل عموما. ونظرا لارتفاع المنطقة: غالبا ما يلفها الضباب خلال الأشهر الموسمية والشتاء.

## الاقتصاد

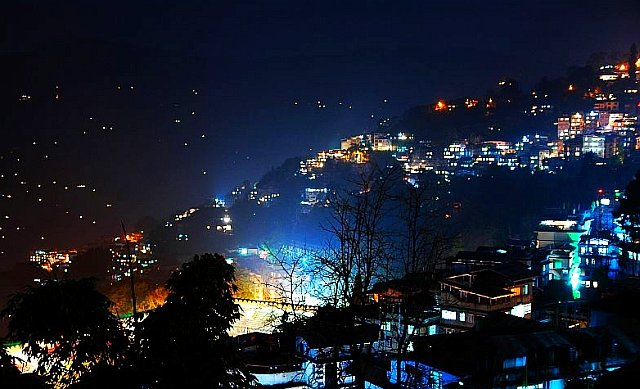
مدينة غانتوك في الليل

صناعة السياحة هي أكبر صناعة في غانتوك لتكون المدينة هي القاعدة الرئيسية للسياحة في سيكيم. الصيف والربيع هي المواسم السياحية الأكثر شعبية. ويعمل الكثير من سكان غانتوك مباشرة وبطريقة غير مباشرة في مجال السياحة، العديد من السكان يمتلكون أو يعملون في الفنادق والمطاعم.
وقد برزت السياحة البيئية كنشاط اقتصادي هام في المنطقة والتي تشمل الرحلات، وتسلق الجبال، والرحلات النهرية وغيرها من الأنشطة الطبيعية. زار مايقدر بنحو 351,000 سائح سيكيم في عام 2007، ووصلت إيرادات السياحة إلى حوالي 50 روبية كرور (500 روبية ملايين).
تقع ناتولا على بعد حوالي 50 كم (31 ميل) من غانتوك، وتستخدم لتكون الطريق الرئيسي لتجارة الصوف والفراء وتجارة التوابل مع التبت مما ساهم في أزدهار النمو الاقتصادي لغانتوك حتى منتصف القرن 20. تم إغلاق الحدود أثناء الحرب الصينية الهندية في عام 1962 فأصابت غانتوك بالركود. وأعيد فتح الممر في عام 2006. حكومة سيكيم تعمل على فتح خدمة حافلات لاسا-غانتوك عبر المرور بناتولا. ولا يوجد قطار أو نقل جوى في المدينة بسبب التضاريس الجبلية مما يحد من إمكانيات المنطقة في مجال التنمية الصناعية السريعة. الحكومة هي أكبر رب عمل في المدينة.
غانتوك ليس لها قاعدة عريضة في مجال الصناعات، ولكن لديها أنواع مختلفة من الصناعات المنزلية المزدهرة مثل صناعة الساعات والكحول والحرف اليدوية. ومن الأمثلة على الحرف اليدوية: صناعة الورق المصنوع يدويا من ألياف نباتية مختلفة ومن القطن. سكان المناطق الريفية في الولاية يقدمون العديد من منتجاتهم في السوق الرئيسي في غانتوك في مواسم الحصاد. وتحتوي غالبية المنتوجات المحلية على المارواريز والبهارات. تتمتع غانتوك (كجزء من سيكيم) بكونها منطقة حرة لضريبة الدخل وفقا لقانون الدولة عام 1948. ويتواجد الجيش الهندي بشكل كبير في محيط غانتوك مما يشعر السكان بأستقرار دائم يؤدي إلى العمل وجلب المال للاقتصاد المحلي. بدأت الحكومة سيكيم بمشروع اليانصيب الأول في الهند على الإنترنت لزيادة دخل الحكومة، ولكنها أغلقت المشروع في وقت لاحق من قبل حكم من المحكمة العليا سيكيم.
في عام 2013 افتتح رئيس الوزراء شركة طومسون ديجيتال الهندية في غانتوك. وبذلك أصبحت أول شركة متعددة الجنسيات في المدينة، وستمهد الطريق للشركات الخاصة الأخرى في المستقبل لاستكشاف إمكانيات القوى العاملة الشابة في غانتوك.

## الإدارة المدنية

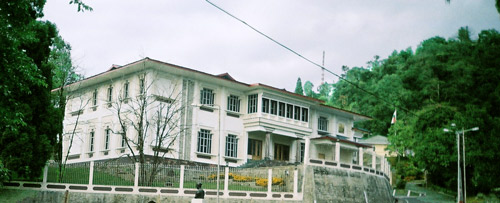
مجمع "وايت هول" الذي يضم مساكن رئيس الوزراء ومحافظ سيكيم

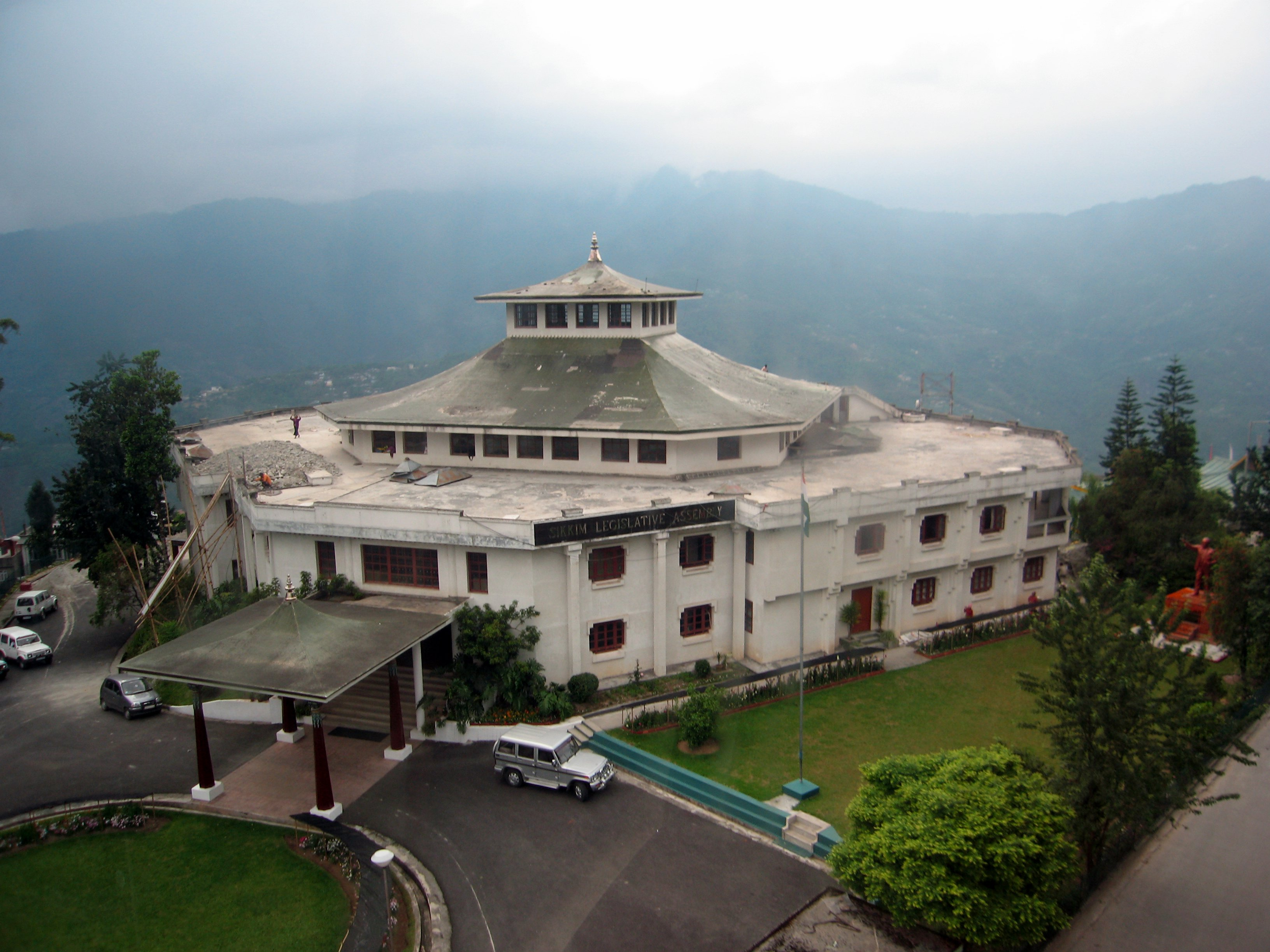
جمعية سيكيم التشريعية في غانتوك. الضباب شائع في غانتوك

تدار المدينة من قبل بلدية غانتوك بالتعاون مع الإدارات المختلفة لحكومة سيكيم، وبالأخص مع وزارة الأسكان والتنمية في سيكيم (UDHD) ووزارة الصحة العامة والهندسة في سيكيم (PHED)
. حيث أنجزت هذه الإدارات العديد من الوظائف المدنية مثل التخلص من القمامة وإمدادات المياه وجمع الضرائب والبنية التحتية المدنية. المسؤول المعين من قبل حكومة الولاية يكون المسؤل عن عمل  ال (UDHD).
تضم غانتوك مكاتب شرق سيكيم لانها تعتبر رسميا المقر الرئيسي لشرق سيكيم وهي المسؤول المعين من قبل حكومة اتحاد الهند. ويوجد في غانتوك أيضا مقر المحكمة العليا لشرق سيكيم، وهي أصغر محكمة في الهند من حيث المساحة وعدد السكان. لا يوجد شرطة خاصة في غانتوك مثل غيرها من المدن الكبرى في الهند. وتدار المدينة في إطار السلطة القضائية لشرطة الولاية، التي يرأسها المدير العام للشرطة والذي يشرف مباشرة على المدينة. ومن المعروف ان معدل الجريمة منخفض جدا في سيكيم. سجن رونياك هو السجن المركزي الوحيد في غانتوك.
تقع غانتوك ضمن دائرة سيكيم لوك سابها الإنتخابية حيث تنتخب عضوا واحدا لها في لوك سابها (مجلس أدنى) في برلمان الهند. (المدينة تنتخب عضوا واحدا في المجلس التشريعي لولاية سيكيم).

## الخدمات والمرافق

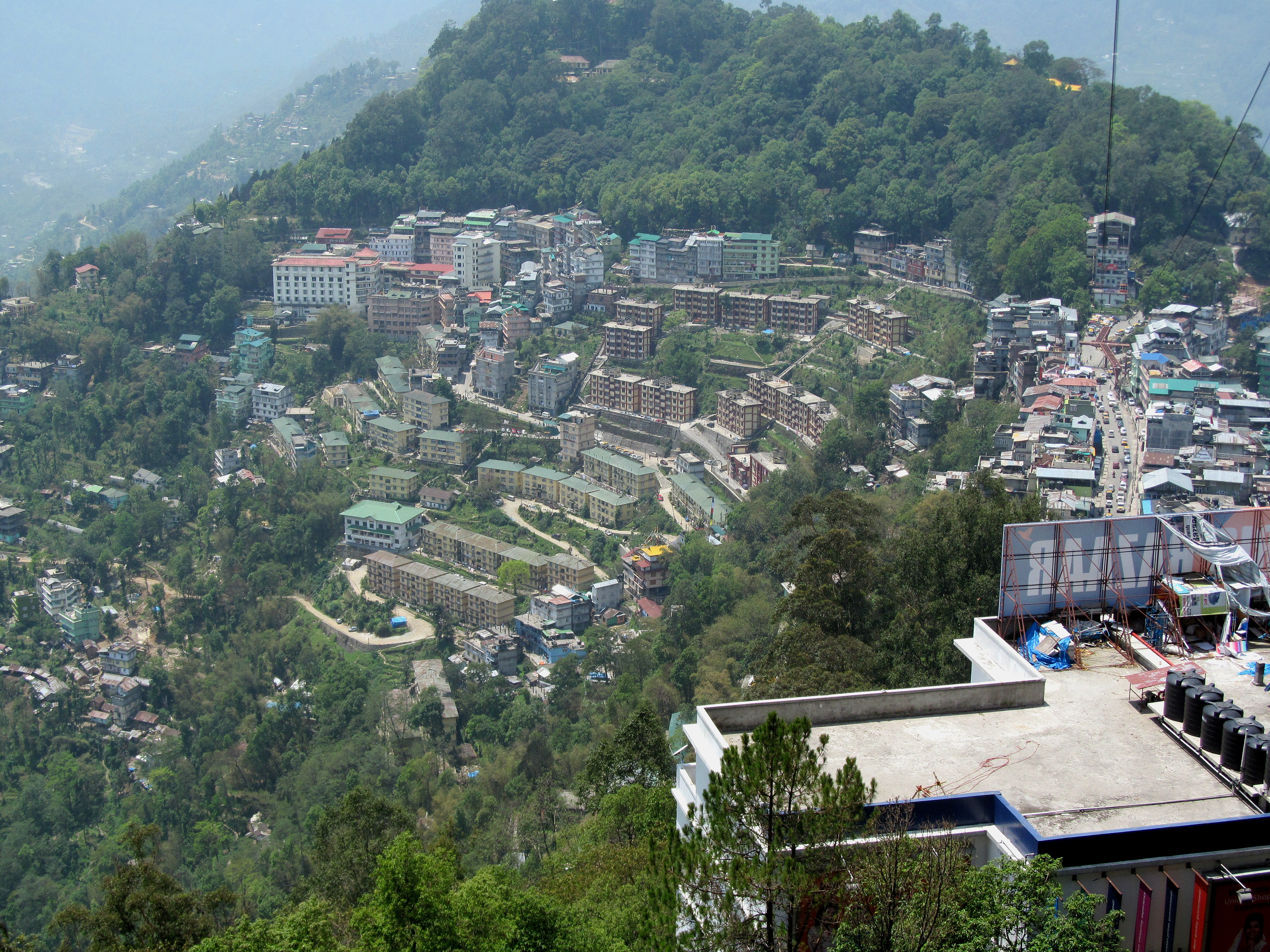
غانتوك من الأعلى

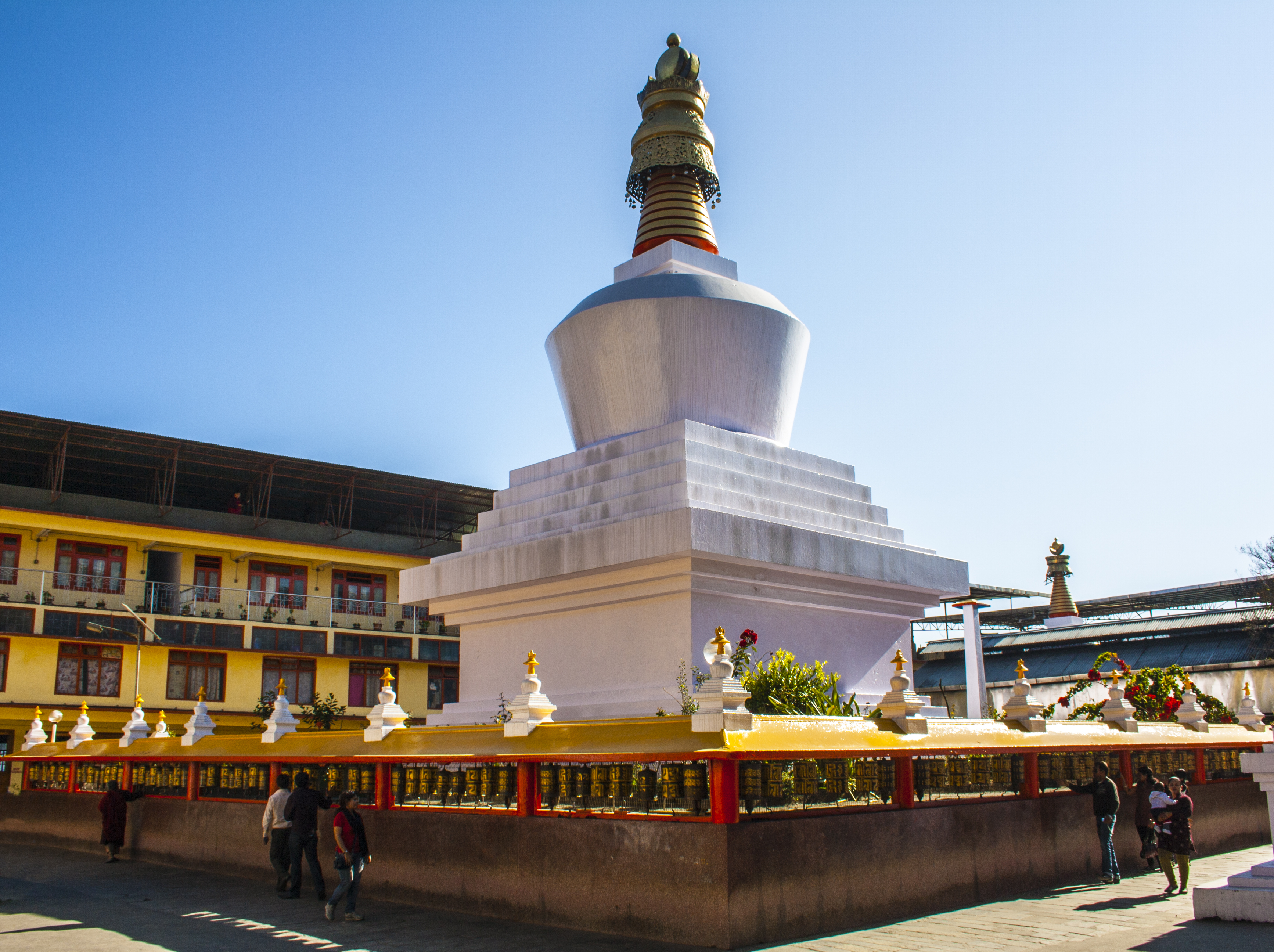
درو-تول جورتين, غانتوك, سيكيم

يتم توفير الكهرباء من قبل وزارة الكهرباء في حكومة سيكيم. غانتوك لديها امدادات الكهرباء دون انقطاع تقريبا ويرجع ذلك إلى العديد من محطات الطاقة الكهرومائية في سيكيم. ويتم المحافظة لجميع الطرق الريفية في جميع أنحاء غانتوك من قبل منظمة الطرق الحدودية، وهي مؤسسة تابعة للجيش الهندي. والكثير من الطرق في غانتوك أن تكون في حالة سيئة،  في حين تواصل أعمال البناء الغير المقيد تقريبا في هذه المدينة التي تفتقر إلى البنية التحتية المناسبة. ويتم توفير المياه لمعظم الأسر من قبل نظام المياه المركزية من قبل PHED.
 والمصدر الرئيسي لإمدادات المياه PHED هو نهر راتي تشو الذي يقع على بعد حوالي 16 كم (9.9 ميل) من المدينة، على ارتفاع 2621 متر (8599 قدم). ويقع مصنع معالجة المياه في (سيليب). نهر راتي تشو يتم تغذيتها من الثلوج وله تيارات دائمة. حيث لا يوجد سكن في منطقة مستجمعات المياه (فقط القليل من القوات العسكرية)، هناك القليل من التدهور البيئي لكن نوعية الماء جيدة جدا. وتستخدم 40 ينابيع محلية موسمية من قبل قسم إدارة التنمية الريفية في حكومة سيكيم لتوفير المياه للمناطق الريفية النائية.
حوالي 40٪ من السكان يستعملون شبكات الصرف الصحي. ومع ذلك، يتم توصيل فقط النفايات المرحاض للمجاري في حين تصرف مياه المجارير إلى المصارف. دون نظام الصرف الصحي السليم، والطريقة الصحيحة للتخلص من مياه الصرف الصحي من خلال خزانات الصرف الصحي وتصريف مياه المجاري مباشرة  بأكملها في نهري رانيخولا ورورو تشو، من خلال العديد من الجداول الصغيرة. تقدر كمية النفايات الصلبة في مدينة غانتوك بما يقرب من 45 طن. يتم جمع حوالي 40٪ من هذا الرقم فقط عن طريق UDHD ، بينما يتم طرح ما تبقى من دون تمييز إلى الشوارع والوديان. يتم التخلص من النفايات التي تم جمعها عن طريق التفريغ في مناطق تقع على بعد حوالي 20 كم (12 ميل) من المدينة. لايوجد نظام لجمع النفايات من المناطق التي يصعب وصول المركبات إليها، ولا أي نظام لجمع النفايات الموجودة في المناطق الريفية المجاورة.

## المواصلات

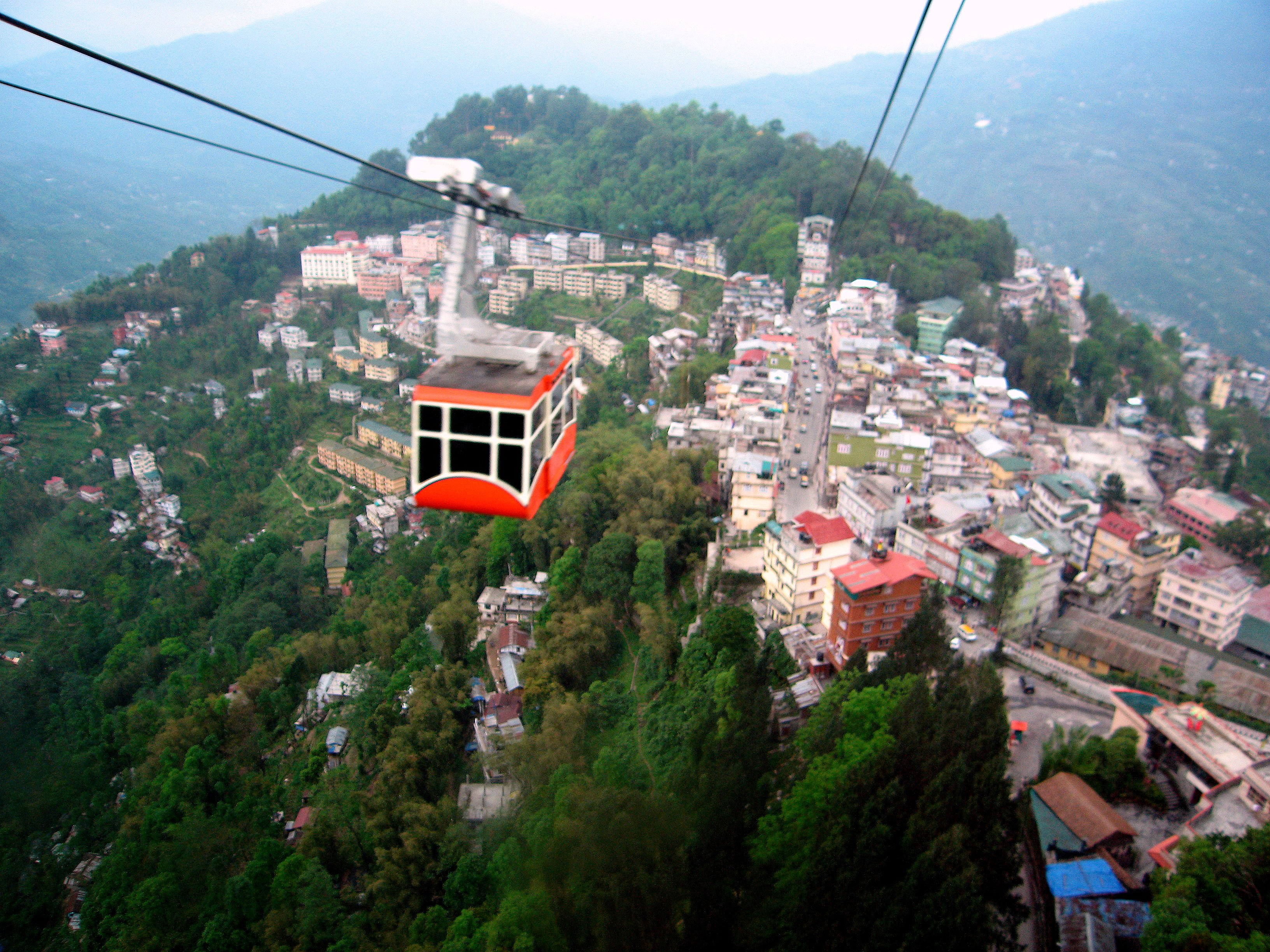
النقل بالكابلات

### الطرق
سيارات الأجرة هي وسيلة النقل الأكثر انتشارا وعلى نطاق واسع في غانتوك. معظم السكان يبعدون بضعة كيلومترات من وسط المدينة  والعديد منهم لديهم سياراتهم الخاصة مثل الدراجات النارية والسيارات. السيارات الخاصة وسيارات الأجرة تشكل 98٪ من إجمالي المركبات في غانتوك، وهي نسبة عالية بالمقارنة مع المدن الهندية الأخرى. وتشمل الباصات حوالي أقل من واحد في المئة من مجموع المركبات. حيث يستعملها فقط أولئك الذين يسافرون لمسافات طويلة. تستخدم سيارات الدفع الرباعي للتنقل بسهولة بين منحدرات الطرق. هنالك أيضا تلفريك يمتد على طول 1 كم (0.6 ميل) مع ثلاث محطات يربط الضواحي السفلى لغانتوك مع سيكيم ووسط غانتوك والضواحي العليا.
يتم توصيل غانتوك إلى بقية الهند عن طريق الطرق السريعة في جميع الأحوال الجوية المعبدة عن طريق الطريق السريع الوطنى 10  الذي يربط غانتوك بسيليجري، وتقع على بعد 114 كم (71 ميل) من بنغال الغربية. يتوفر الطريق السريع أيضا لربط غانتوك بكاليمبونج ودارجلينغ والتي تعد من أقرب المناطق الحضرية لغانتوك. حيث يوجد سيارات جيب منتظمة وفان والحافلات اليومية هذه المدن إلى غانتوك وبالعكس. طورت غانتوك طرقها اعتمادا على نظرية المدينة الخطية وخاصة على الطريق السريع الوطني 31A. معظم الطرق في غانتوك من مسارين ورصيف. التدرج الحاد في مسارات الطرق المختلفة تقيد التدفق السلس للمركبات وكذلك لحركة المشاة.

### السكك الحديدية
أقرب محطة سكة حديد تربط غانتوك ببقية الهند هو محطة جالبايغورى الجديد في سيليجري، تقع 124 كم (77 ميل) بعيدا عن غانتوك. وقد بدأ العمل لربط شبكة السكك الحديدية مع البنغال الغربية.

### الخطوط الجوية
أقرب مطار هو مطار باجدوجرا، (IATA رمز مطار IXB) في مدينة سيليجري ويبعد المطار 16 كم (10 ميل) من مركز مدينة سيليجري. يرتبط غانتوك مع مطار باجدوجرا بواسطة خدمة هليكوبتر اليومية التي تعمل فقط مرة واحدة في اليوم، وتحمل أربعة ركاب.

## التركيبة السكانية
وفقا للتعداد السكاني لسنة 2011 الهندي، يقدر عدد سكان غانتوك ب 98658. ويشكل الذكور 53٪ من السكان، والإناث 47٪. ومن الجدير بالذكر أن سكان سيكيم يبلغ 281293، نسبة المتعلمين في غانتوك هو 82.17٪، وهو أعلى من المعدل الهندي العام البالغ 74٪. محو الأمية الذكور 85.33٪، ومحو الأمية بين الإناث هو 78.68. حوالي 8٪ من سكان جانجتوك يعيشون في الأحياء الفقيرة والمستوطنات العشوائية التابعة للحكومة. والعديد من الناس يعيشون في المناطق الخاصة الفقيرة. المؤسسة البلدية لغانتوك لديها حصة 55.5٪ من إجمالي عدد السكان الذين يعيشون في المناطق الحضرية في سيكيم. نوعية الحياة ووتيرة التنمية وتوفر البنية التحتية وفرص العمل الأساسية كانت السبب الرئيسي للهجرة السريعة إلى المدينة. مع العلم أن هذه الهجرة والخدمات الحضرية تتعرض لضغوط كبيرة من اهمها عدم توفر الأراضي المناسبة لتطوير البنية التحتية.
النيباليين الأصلين استقروا في المنطقة خلال الحكم البريطاني،  وتشكل غالبية سكان غانتوك اللبشا السكان الأصليين للمدينة والبوذيا وهم أيضا جزء كبير من السكان. بالإضافة إلى هؤلاء فقد هاجر عدد كبير من التبتيين إلى المدينة. الأقليات التي هاجرت إلى المدينة تشمل المارواري  الذين يملكون معظم المحلات التجارية. والبهار الذين يعملون في وظائف العمالة والبنغاليين.
الهندوسية والبوذية هي الديانات الأكثر أهمية في غانتوك. لدى غانتوك أيضا عددا كبيرا من المسيحيين وأقلية مسلمة صغيرة. الكنيسة المشيخية الشمالية الشرقية، الكنيسة الرومانية الكاثوليكية والمسجد أنجومان في غانتوك هي أماكن العبادة للأقليات الدينية. لاوجود للشيوعية في المدينة ولم تشهد أي نوع من أنواع الصراع بين الأديان في تاريخها. النيبالية هي اللغة الأكثر انتشارا في سيكيم وكذلك غانتوك. الإنجليزية هندية والهندية هي اللغات الرسمية في سيكيم والهند على التوالي، واللغتين يستعملان ويفهمان على نطاق واسع في معظم سيكيم، لا سيما في غانتوك.
 اللغات الأخرى المستخدمة في غانتوك تشمل البوذيا والتبتية واللبشا.

## أماكن للإقامة
- منتجع نادي ماهيندرا غانتوك
- فندق شاليه أوركيد
- إيلجين نور-خيل، غانتوك
- لي برايمولا

## الثقافة

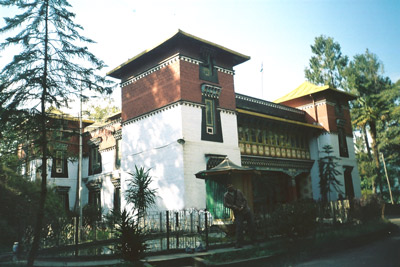
معهد نامجيال لعلوم التبت متحف خاص بالأقنعة والمفروشات البوذية والليبشية

الكثير من الاحتفالات الدينية الرئيسية كالداشاين وتيهار وعيد الميلاد ومهرجان الألوان. التشكيلة العرقية المتنوعة للسكان البلدة اعطاها العديد من المهرجانات والاحتفالات المحلية. حيث يحتفل اللبشيز والبوذيين بالعام الجديد في يناير كانون الثاني (رأس السنة)، في حين يحتفل سكان التبت بالعام الجديد (لوسار) مع «رقصة الشيطان» في يناير وفبراير. وتعد سانكرانتي ماغي وراما نافامي من أهم المهرجانات النيبالية في المدينة. هنالك العديد من المهرجانات الثقافية المتميزة الأخرى المحلية منها أو المشتركة مع بقية الهند ونيبال وبوتان والتبت مثل مهرجان جوترول دوشن وعيد ميلاد بوذا وعيد ميلاد دالاي لاما ولوسار وبومجو وساجا داوا ودوشن لباب ودروبكا تيشي.
الأكلة الشعبية في غانتوك هي المومو،  والزلابية على البخار التي تحتوي على لحم الخنزير ولحم البقر والخضروات المطبوخة في مع الحساء. ووجبة الواي واي الخفيفة التي تتكون من المعكرونة التي تؤكل إما جافة أو على شكل حساء. وهناك نوع اخر من النودلز يسمى بالثوكبا  يقدم على شكل حساء. تتوفر الأطعمة الأخرى التي تعتمد على المعكرونة مثل الشاو مين، الثينثوك، الوونتون، الفاكثو، الكياثوك وغيرها من الأطباق التقليدية. المطاعم تقدم مجموعة واسعة من المأكولات الهندية والصينية التقليدية لتلبية احتياجات السياح.
الكحول رخيصة في غانتوك بسبب انخفاض رسوم الاستهلاك في سيكيم. في كثير من الأحيان يتم استهلاك البيرة، الويسكي، والرم، والبراندي من قبل السكان المحليين وغير المحليين.
سكان سيكيم من عشاق الموسيقى وأنه من الشائع أن نسمع موسيقى الروك الغربية في المنازل والمطاعم. أغاني البوب الهندية والنيبالية موجودة أيضا. الموسيقى الروك الغربية مع الكلمات النيبالية تحظى في جلنتوك بشعبية خاصة.
كرة القدم والكريكت والرماية هي الرياضة الأكثر شعبية في غانتوك. ملعب بالجور هو الموقع الرياضي الوحيد في المدينة حيث تقام مباريات كرة القدم فيها. وهنالك ملابس خاصة بالرقصات الرهبانية للمناسبات والاحتفالات والأعياد، وخاصة في الأديرة خلال العام الجديد للتبت.

## مؤسسات المدينة

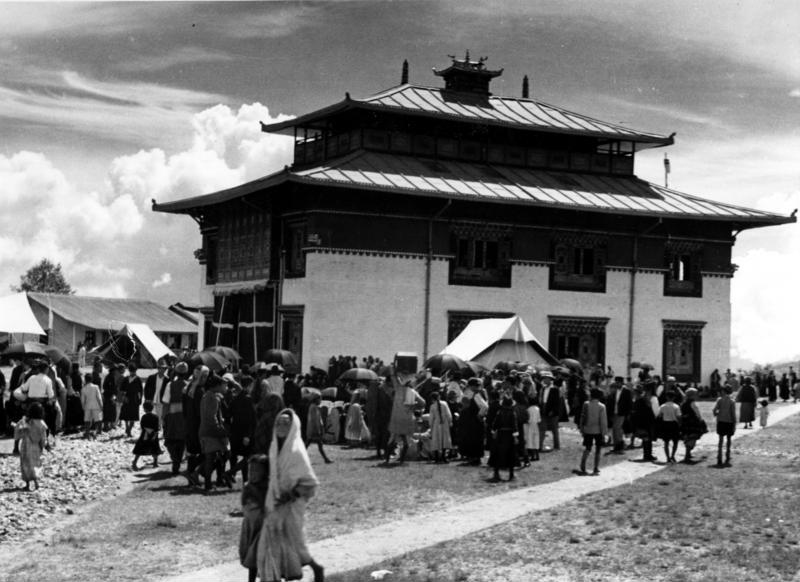
هيكل لماهاراجا، غانتوك عام 1938

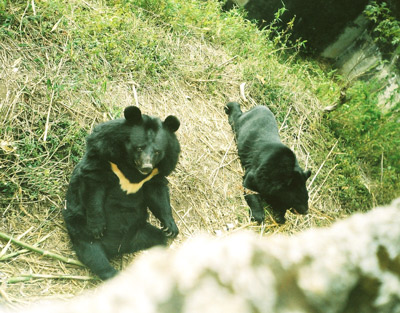
الدب الأسود الآسيوي في حديقة حيوانات جبال الهامالايا

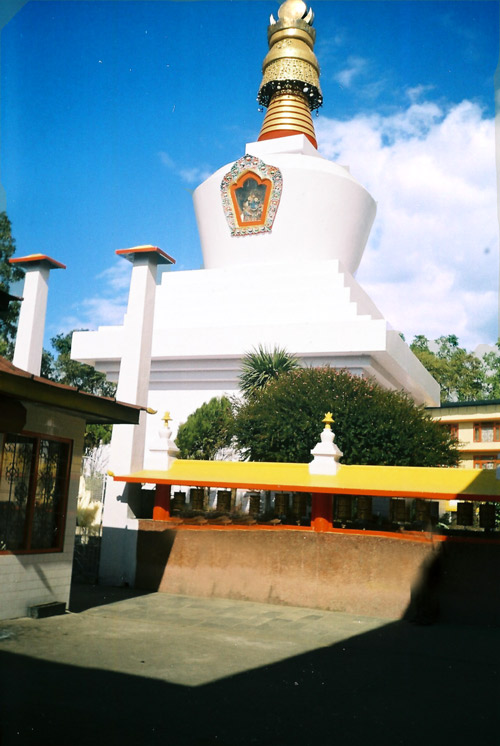
دو-درول جورتين بني عام 1945 وهو واحد من أهم المعابد البوذية، في مدينة غانتوك

من ابرز مراكز التعلم والثقافة البوذية في غانتوك هو دير أينشي  وهو أقدم دير في المدينة وهو المركز الرئيسي للنينما  البالغ من العمر مئتين عام ويحتوي على صور الآلهة وغيرها من الأعمال الفنية الدينية. ويقام في شهر يناير من كل عام حفلات الرقص للمقنعين وسط ضجة كبيرة في دو-درول جورتين الذي شيد في عام 1945 من قبل ترولشك ريمبوشي (رئيس البوذية تبتية). يوجد داخل الستوبا مجموعة كاملة من القطع الأثرية والكتب المقدسة. كما يضم مجمع خاص للمدارس الدينية.
دير رومتيك على مشارف البلدة هي واحدة من أكثر الأديرة المقدسة البوذية. الدير هو مركز الكاجيو،  والكاجيو واحدة من طوائف التبت الكبرى، ويضم بعض الكتب البوذية التبتية المقدسة والنادرة في العالم والأشياء الدينية التي تحفظ في وعاء الذخائر المقدسة. شيدت في ستينيات القرن الماضي على غرار المبنى دير مماثل في اللاسا في التبت. كانت رومتيك محط اهتمام وسائل الإعلام الدولية في عام 2000 بعدما هرب اليها كارمابا السابع عشر، واحد من أهم الراهبين البوذيين الأربعة، حيث هرب إلى لاسا ولجأ إلى الدير.

معهد نامجيال لعلوم التبت المعروف باسم متحف علوم التبت، يضم مجموعة ضخمة من الأقنعة، والكتب المقدسة البوذية، والتماثيل، والمفروشات. يوجد في المعهد أكثر من مائتي رمز بوذي، ويعتبر مركزا لدراسة الفلسفة البوذية.

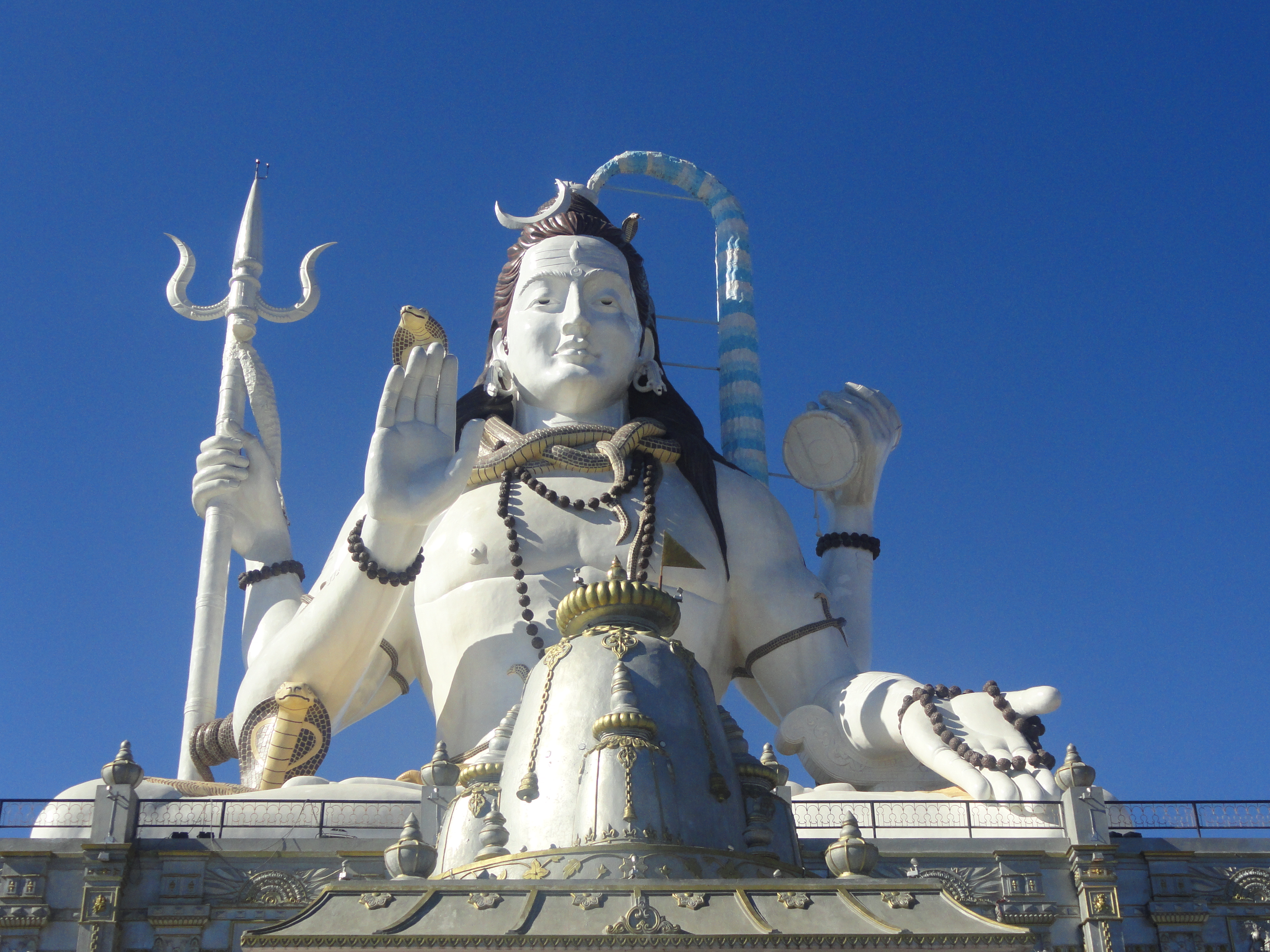
تمثال شيفا في سيكيم

ويقع معبد ثاكورباري في قلب المدينة، حيث أنشئ في عام 1935 على قطعة رئيسية من أرض مهراجا سيكيم الذي يعد واحدا من أقدم وأشهر المعابد الهندوسية في المدينة. وخصصت معابد غانيش توك وهانومان توك، للآلهة الهندوسية غانيشا وهانومان وللمناسبات الهندوسية المهمة في المناطق العلوية من المدينة.

في حديقة حيوان القريبة من جبال الهيمالايا يسكن الحيوانات في بيئة قريبة جدا من موائلها الطبيعية. تتميز حديقة الحيوان بالدب الأسود الموجود في جبال الهيمالايا، الباندا الحمراء، والغزلان، نمر الثلوج، القط النمري، الذئب التبت والغزلان المرقطة. وتقع حدائق جواهرلال نيهرو النباتية بالقرب من رومتيك، وتضم العديد من الأنواع السحلبية وما لا يقل عن خمسين نوعا مختلفا من الأشجار، بما في ذلك العديد من السنديان.

## التعليم
يشرف على المدارس في غانتوك حكومة الولاية أو من قبل المنظمات الخاصة والدينية. اللغة الأساسية المستخدمة في المدارس هي اللغة الإنجليزية والنيبالية. وتمنح المدارس الثانوية نفس الشهادة الهندية للتعليم الثانوي من خلال المجلس المركزي للتعليم الثانوي أو المعهد الوطني للتعليم المفتوح. من أهم المدارس البارزة في غانتوك أكاديمية تاشي نامجيال،  ومدرسة بالجور نامجيال للبنات، ومدرسة تاكتسي الدولية  وكنديريا فيديالايا.
الكليات التي تمنح شهادات الدراسات العليا تشمل كليات حكومة سيكيم، مثل كلية سيكيم القانون الحكومي وكلية دامبير سينغ كلية. أنشئت جامعة سيكيم في عام 2007 يعمل في غانتوك. وتم تخصيص أرض الجامعة في بلدة يانغ يانغ لإنشاء الحرم الجامعي الخاص بها. وتقدم الجامعة مجموعة متنوعة من الدورات ولديها عدد من المعاهد التابعة لها. ويع على مسافة 8 كم (5.0 ميل) منها المقر الرئيسي لجامعة سيكيم مانيبال، الذي يضم معهد مانيبال سيكيم للعلوم الطبية ومعهد مانيبال سيكيم للتكنولوجيا.
و تمثل جامعة أنديرا غاندي الوطنية المفتوحة مركزا إقليميا مهما في المدينة. هناك مؤسسات أخرى تقدم شهادات في الأدب البوذي والمطاعم وغيرها من المجالات الغير سائدة. ويقدم معهد التعليم والتدريب في المدينة برامج تدريب للمعلمين.
 الطلاب عادة ما يذهبون إلى المدن الكبيرة في المناطق المجاورة مثل سيليجري أو كلكتا في السعي للتعليم العالي. تقدم أيضا جامعة ناروبا برنامجا دراسيا في غانتوك يختلف مع برنامج جامعة سيكيم وجامعة سيكيم مانيبال.

## وسائل الإعلام

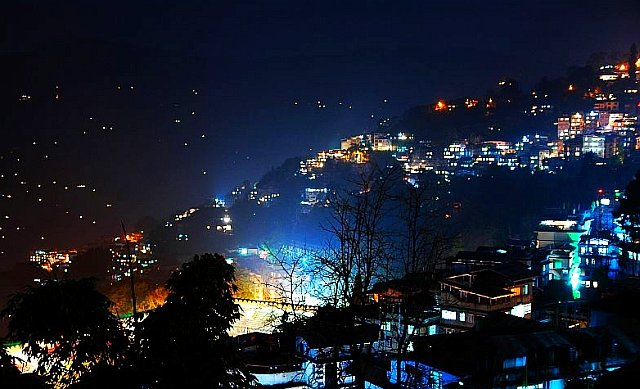
غانتوك في الليل.

أكثر من 50 صحيفة موجودة في سيكيم. والعديد من الصحف النيبالية والإنجليزية المحلية،  ويتم طباعة قسم منها في أماكن أخرى في الهند. وتشمل الصحف الإنجليزية صحيفة ذا ستيتس مان وصحيفة التلغراف (كلكتا)، التي تطبع في سيليجري. الصحيفة الهندوسية وصحيفة تايمز أوف إينديا تطبع في كلكتا. يتم نشر صحيفة سيكيم هيرالد، والمجلات الإخبارية من قبل حكومة سيكيم بثلاثة عشر لغة.
لدى غانتوك قاعتين للسينما يضم النيبالية والهندية والأفلام الناطقة باللغة الإنجليزية. كما تحتوي المدينة أيضا على مكتبة عامة.
هناك العديد من مقاهي الإنترنت في المدينة وحولها، ولكن اتصال واسع النطاق محدود. ويمكن ان تلاحظ الصحون اللاقطة في معظم المنازل في المنطقة والقنوات المتاحة في جميع أنحاء الهند وتتوفر أيضا عدد قليل من القنوات الناطقة باللغة النيبالية. مقدمي الخدمات الرئيسيين هم كابلات سيكيم ونايوما  وتي في دش ومحطة تلفزيون دوردارشان. إذاعة كل الهند لديها محطة محلية في غانتوك، الذي ينقل البرامج المختلفة ذات الاهتمام الجماهيري. وغيرها ثلاث محطات حد الFM و9FM والراديو الضبابي. والريد FM هي المحطة الإذاعية الرابعة في المدينة. الدي إس إن إل وإتصالات ريلانس وبهارتي إيرتيل هم أكبر مشغلين الشبكات الخلوية في المدينة. وهناك محطة تلفزيون دوردارشان في غانتوك.